# Puccinia avocensis
Puccinia avocensis ist eine Ständerpilzart aus der Ordnung der Rostpilze (Pucciniales). Der Pilz ist ein Endoparasit des Süßgrases Stipa spartea. Symptome des Befalls durch die Art sind Rostflecken und Pusteln auf den Blattoberflächen der Wirtspflanzen. Sie kommt im Mittleren Westen vor.

## Merkmale

### Makroskopische Merkmale
Puccinia avocensis ist mit bloßem Auge nur anhand der auf der Oberfläche des Wirtes hervortretenden Sporenlager zu erkennen. Sie wachsen in Nestern, die als gelbliche bis braune Flecken und Pusteln auf den Blattoberflächen erscheinen.

### Mikroskopische Merkmale
Das Myzel von Puccinia avocensis wächst wie bei allen Puccinia-Arten interzellulär und bildet Saugfäden, die in das Speichergewebe des Wirtes wachsen. Aecien oder Spermogonien der Art sind nicht bekannt, gleiches gilt für Uredien des Pilzes oder seine Uredosporen. Die blattoberseitig wachsenden Telien der Art sind braun, pulverig und bis zu 2 cm lang. Die goldenen bis hell kastanienbraunen Teliosporen sind ein- bis zweizellig, breitellipsoid und 37–44 × 25–28 µm groß. Ihre Stiele sind farblos und bis zu 100 µm lang.

## Verbreitung
Das bekannte Verbreitungsgebiet von Puccinia avocensis umfasst nur das US-amerikanische Wisconsin.

## Ökologie
Die Wirtspflanze von Puccinia avocensis ist für den Dikaryonten Stipa spartea. Der Haplont könnte auf Callirhoe triangulata, einem Malvengewächs, wachsen. Der Pilz ernährt sich von den im Speichergewebe der Pflanzen vorhandenen Nährstoffen, seine Sporenlager brechen später durch die Blattoberfläche und setzen Sporen frei. Die Art verfügt über einen Entwicklungszyklus, von dem bislang lediglich Telien sowie deren Wirt bekannt sind; Uredien, Spermogonien und Aecien konnten dem Pilz nicht zugeordnet werden.